# Dongxin (socken i Kina, Sichuan)
Dongxin (kinesiska: 东新乡, 东新) är en socken i Kina. Den ligger i provinsen Sichuan, i den sydvästra delen av landet, omkring 350 kilometer sydost om provinshuvudstaden Chengdu. Antalet invånare är 18 669. Befolkningen består av 9 252 kvinnor och 9 417 män. Barn under 15 år utgör 30 %, vuxna 15-64 år 61 %, och äldre över 65 år 8,0 %.
Genomsnittlig årsnederbörd är 1 251 millimeter. Den regnigaste månaden är juni, med i genomsnitt 203 mm nederbörd, och den torraste är januari, med 21 mm nederbörd.